# Uniwersytet Środkowoeuropejski
Uniwersytet Środkowoeuropejski (węg. Közép-európai Egyetem, ang. Central European University) – uczelnia niepubliczna w Budapeszcie i Wiedniu, kształcąca w kierunkach nauk społecznych i nauk humanistycznych na poziomie podyplomowym. Językiem wykładowym jest angielski. Uniwersytet posiada akredytację w Stanach Zjednoczonych, Austrii i na Węgrzech .

## Historia
Uczelnia powstała w 1991 na fali przemian demokratycznych w Europie Środkowo-Wschodniej. Ideą przewodnią sfinansowanego przez George'a Sorosa uniwersytetu było powołanie do życia instytucji naukowej, która poświęciłaby się badaniom nad wyzwaniami niesionymi przez współczesne systemy demokratyczne, upowszechnianiu fenomenu społeczeństwa otwartego, ułatwianiu współpracy międzyregionalnej oraz szkoleniu przyszłych liderów procesów demokratyzacyjnych we wszystkich regionach świata.
Wiosną 2017 premier Viktor Orbán postanowił zlikwidować uniwersytet, począwszy od 2018. Projekt złożonej przez ministerstwo edukacji ustawy miał zmusić uczelnię do uruchomienia kampusu w stanie Nowy Jork, gdzie uczelnia ma akredytację akademicką, która pozwala mu wydawać amerykańskie dyplomy, znieść możliwość swobodnego zatrudniania profesorów spoza Unii Europejskiej, zakazać węgierskim uczelniom wydawania dyplomów spoza UE. Decyzję oprotestowali węgierscy studenci, europejscy politycy (m.in. prezydent Niemiec, Frank-Walter Steinmeier), przedstawiciele amerykańskiego rządu i zachodnich uczelni. Amerykański protest przeciw działaniom wymierzonym w uczelnię spowodował odwołanie ambasador Węgier w Stanach Zjednoczonych, Réki Szemerkényi. W odpowiedzi na groźbę zamknięcia placówki gotowość jej przyjęcia wyraziło kilka miast, między innymi Wrocław. 9 kwietnia miała miejsce demonstracja w obronie uczelni, w której wzięło udział 60–80 tysięcy ludzi. Nie osiągnięto jednak kompromisu z władzami Węgier, wobec czego 3 grudnia 2018 Uniwersytet Środkowoeuropejski zapowiedział zakończenie działalności na Węgrzech i przeprowadzkę do Wiednia, gdzie powstaje jego drugi kampus. Zakończenie większej części działalności w Budapeszcie zaplanowano na wrzesień 2019, przy czym studenci odbywający studia na Węgrzech mieli mieć możliwość je dokończyć na miejscu.

## Program dydaktyczny
Metodyka nauczania odwołuje się do tradycji edukacyjnych uniwersytetów amerykańskich i europejskich. Uczelnia zachęca studentów i wykładowców do prowadzenia studiów porównawczych oraz interdyscyplinarnych. Instytucję tę wyróżnia międzynarodowy charakter: każdego roku gości ona 1500 studentów z ponad 100 krajów i około 300 wykładowców z ponad 30 państw. Większość studentów otrzymuje pełne lub częściowe pokrycie kosztów studiów i pobytu w Budapeszcie, dzięki systemowi stypendialnemu ufundowanemu przez George'a Sorosa, jednego z założycieli.

## Wydziały
- Administracji Publicznej
- Ekonomii i Biznesu
- Filozofii
- Gender Studies
- Historii
- Kognitywistyki
- Matematyki Stosowanej
- Nauk o Środowisku
- Nauk Politycznych
- Prawa
- Socjologii i Antropologii Społecznej
- Stosunków Międzynarodowych
- Studiów o Średniowieczu
- Studiów nad Nacjonalizmem
- Szkoła Polityki Społecznej

## Jednostki ogólnouczelniane

### Biblioteka
Anglojęzyczne zbiory biblioteki Uniwersytetu Środkowoeuropejskiego w zakresie dziedzin humanistycznych i nauk społecznych należą do najbogatszych w tej części Europy. Znajduje się w niej ponad 250 000 jednostek bibliotecznych w różnych formatach i zapewnia ona czytelnikom dostęp do największych cyfrowych akademickich baz danych.

### Archiwum
Archiwa Społeczeństwa Otwartego (Open Society Archives) posiadają 7000 metrów bieżących dokumentów, co czyni je jednym z największych centrów badań nad problematyką polityczną, społeczną i kulturalną Europy Środkowo-Wschodniej i ZSRR z okresu przed 1989. Jedną z najcenniejszych pozycji w kolekcji archiwum jest archiwum Radia Wolna Europa oraz kolekcja literatury drugiego obiegu z krajów byłego bloku wschodniego.